# Сутер, Эскиль
Эскиль Сутер (нем. Eskil Suter; род. 29 июня 1967, Турбенталь, Швейцария) — бывший швейцарский мотогонщик, ныне конструктор мотоциклетных шасси. Как спортсмен выступал в чемпионате мира по шоссейно-кольцевым мотогонкам MotoGP с 1991 до 1998 год.

## Биография
За время выступлений в MotoGP Эскиль Сутер как спортсмен не достигал значительных результатов, он ни разу не был на подиуме. Лучшие его сезоны были в 1994 и 1996 годах, когда он занимал 13-е место в общем зачете в классе 250cc. В 1997 он прервал свои выступления в MotoGP, когда выступал в чемпионате мира Супербайка, но не смог там добыть ни одного очка. В следующем сезоне, в 1998 году вернулся в MotoGP в классе 500cc, выступая запасным гонщиком команды MuZ, которая использовала двигателю Swissauto французского производства. Когда основной гонщик команды Дориано Ромбони был травмирован во второй гонке сезона, Сутер занял его место и набрал очки в трех гонках сезона.